# Raegan Revord
Raegan Revord, est une actrice américaine, née le 3 janvier 2008 à San Diego en Californie. 
Elle se fait connaître pour son interprétation de Melissa "Missy" Cooper dans la série Young Sheldon.

## Biographie

### Enfance
Raegan Revord naît le 3 janvier 2008 à San Diego, en Californie aux États-Unis. Elle est la fille unique de Holly Revord. 
Sa famille déménage à Los Angeles pour lui permettre de poursuivre son rêve de devenir actrice.

### Carrière
Elle commence à jouer à l’âge de six ans et fait ses débuts à l’écran avec le court métrage Tortoise, mettant en vedette David Arquette. Avant d’apparaître à la télévision, Raegan a figuré dans diverses publicités imprimées,, mannequin à l'âge de quatre ans, et est apparu plus tard dans des publicités télévisées. En 2014, elle est apparue dans Modern Family dans le rôle de "Megan", dans l’épisode de la sixième saison de  "Won't You Be Our Neighbor". En 2016, elle a repris ce personnage (en tant que rôle non parlant) dans l'épisode de la septième saison "The Storm".
Elle est apparue dans la série Netflix Grace et Frankie et comme fille de Bob Odenkirk dans W/ Bob and David (en). Elle a eu un rôle récurrent dans la série Teachers de TV Land.
Raegan a tourné dans de nombreuses publicités, dont une avec Joel McHale pour Enterprise Rent-A-Car,.
En mars 2017, Raegan a été choisie pour interpréter Missy Cooper, la sœur jumelle de Sheldon dans Young Sheldon  spin-off de The Big Bang Theory. Son personnage a été décrit comme ajoutant « non seulement un peu de piquant à l'intrigue, mais servant également de contrepoids à son frère jumeau Sheldon, doué pour les études ». Raegan a pris son accent texan en regardant Laurie Metcalf jouer la mère de son personnage dans The Big Bang Theory.
En 2019, elle fait une apparition dans l’épisode 3 de la série dramatique originale Netflix, Alexa et Katie dans le rôle de "Ainsley". Elle a travaillé pour la radio du WBUR Circle Round Nilsa and the Troll.

### Vie privée
Elle est engagée dans la charité en tant qu’ambassadrice pour le Children’s Hospital Los Angeles.

## Filmographie

### Télévision
| Année        | Titre                            | Rôle          | Notes                                            |
| ------------ | -------------------------------- | ------------- | ------------------------------------------------ |
| 2014-16      | Modern Family                    | Megan         | 2 épisodes,                                      |
| 2015         | W/ Bob and David (en)            | Fille de Greg | Saison 1; Épisode 3                              |
| 2016         | Grace et Frankie                 | Petite Fille  | Épisode: "Le Super Mixeur"                       |
| 2017         | Teachers                         | Melinda       | Épisode: ''School Sweet School''                 |
| 2017-2024    | Young Sheldon                    | Missy Cooper  | Actrice principale                               |
| 2019         | Alexa et Katie                   | Ainsley       | Épisode: ''Always Something There to Remind Me'' |
| 2020         | Day by Day                       | Benny         | Épisode: ''Relocation''                          |
| 2024-present | Georgie & Mandy's First Marriage | Missy Cooper  | Rôle récurrent                                   |

### Film
| Année | Titre                 | Rôle          | Notes         |
| ----- | --------------------- | ------------- | ------------- |
| 2015  | Tortoise              | Ballerine     | Court métrage |
| 2015  | Jia                   | Anna          | Court métrage |
| 2017  | I Wish, Faites un Vœu | Clare, enfant |               |
| 2017  | I See You             | Amy           | Court métrage |
| 2017  | Stray                 | Zoe Ackert    | Court métrage |

## Nomination
| Année | Événement           | Catégorie                                      | Œuvre         | Résultat   | Réf.   |
| ----- | ------------------- | ---------------------------------------------- | ------------- | ---------- | ------ |
| 2018  | Young Artist Awards | Meilleure Actrice Secondaire dans une Série TV | Young Sheldon | Nomination | [ 22 ] |
| 2023  | Family Film Award   | Jeune acteur exceptionnel                      | Young Sheldon | Lauréat    | [ 23 ] |